# Yin Hang
Yin Hang (chiń. 尹航; ur. 7 lutego 1997) – chińska lekkoatletka specjalizująca się w chodzie sportowym.
W sierpniu 2017, w ramach lekkoatletycznych mistrzostw świata w Londynie, wzięła udział w pierwszej w historii rywalizacji kobiet o tytuł najlepszej zawodniczki globu na dystansie 50 kilometrów, zdobywając srebrny medal i, czasem 4:08:58, ustanawiając ówczesny rekord Azji.

## Osiągnięcia
| Rok  | Impreza                                | Miejsce | Dystans         | Lokata     | Wynik   |
| ---- | -------------------------------------- | ------- | --------------- | ---------- | ------- |
| 2017 | Mistrzostwa świata                     | Londyn  | 50 km           | 2. miejsce | 4:08:58 |
| 2018 | Drużynowe mistrzostwa świata w chodzie | Taicang | 50 km           | 2. miejsce | 4:09:09 |
| 2018 | Drużynowe mistrzostwa świata w chodzie | Taicang | 50 km drużynowo | 1. miejsce | –       |
| 2019 | Światowe wojskowe igrzyska sportowe    | Wuhan   | 50 km           | 2. miejsce | 1:33:16 |
| 2025 | Mistrzostwa Azji                       | Gumi    | 20 km           | 1. miejsce | 1:30:44 |

## Rekordy życiowe
- chód na 20 kilometrów – 1:28:49 (1 marca 2025, Taicang)
- chód na 50 kilometrów – 4:08:58 (13 sierpnia 2017, Londyn) – były rekord Azji